# Demetri Comatià
Demetri Comatià (en llatí Demetrius Chomatianus) va ser un religiós canonista i jurista romà d'Orient que va viure probablement a la primera part del segle xiii.
Era cartofílac (guardià dels arxius eclesiàstics) i més tard va ser arquebisbe de Bulgària, i va escriure Quaestiones relacionat amb el dret eclesiàstic. Segurament també va escriure uns comentaris a la Basilica, una obra jurídica de Lleó VI el Filòsof que incorpora un gran nombre de lleis i constitucions (codis) anteriors.